# Paul Seixas
Paul Seixas (Lyon, 24 september 2006) is een Frans wegwielrenner en veldrijder die sinds 2025 uitkomt voor Decathlon-AG2R La Mondiale.

## Carrière
In 2021 werd hij Frans kampioen op de weg voor nieuwelingen en tweede in het Frans kampioenschap veldrijden, waar hij een seizoen later kampioen werd in dezelfde categorie. In 2023 won hij zes veldritten, won hij het klassement van de Swiss Cyclocross Cup en werd hij vijfde bij de Frans kampioenschap veldrijden voor junioren. 
In 2023 sloot hij zich aan bij de juniorenploeg van AG2R Citroën Team. Met deze ploeg reed hij naar meerdere ereplaatsen, waaronder winst in de Tour du Pays d'Olliergues en de Trofeo Guido Dorigo. Ook werd hij regionaal kampioen van de Auvergne-Rhône-Alpes. Hij werd geselecteerd voor de wereldkampioenschappen junioren in Glasgow, waar hij als vijfentwintigste eindigde.
In januari 2024 werd hij Frans kampioen veldrijden bij de junioren en vanwege een polsblessure deed hij niet mee aan het wereldkampioenschap. Op de weg haalde hij dat jaar vele podiumplaatsen en overwinningen, waaronder Luik-Bastenaken-Luik voor junioren, La Classique des Alpes Juniors en de Ronde van de Lunigiana. Op het Frans kampioenschap won hij zowel de individuele tijdrit als de mixed relay voor junioren en werd hij derde in de wegrit. Later in het jaar werd hij derde in de juniorenwegrit van het Europees kampioenschap, waarna hij als eerste Fransman wereldkampioen werd bij de junioren op de wereldkampioenschappen in Zürich.
In 2025 maakte hij de overstap naar de profploeg van Decathlon AG2R La Mondiale. Hij begon zijn jaar met de Grand Prix La Marseillaise, waar hij in de vlucht zat die in de laatste kilometer werd bijgehaald. In de sprint eindigde hij alsnog als vijfde.

## Palmares

### Veldrijden

#### Jeugd
| Seizoen      | Wereldbeker  | Coupe de France | Swiss Cyclocross Cup                   | WK           | EK           | FK           | Overige                        | Aantal zeges |
| Nieuwelingen | Nieuwelingen | Nieuwelingen    | Nieuwelingen                           | Nieuwelingen | Nieuwelingen | Nieuwelingen | Nieuwelingen                   | Nieuwelingen |
| ------------ | ------------ | --------------- | -------------------------------------- | ------------ | ------------ | ------------ | ------------------------------ | ------------ |
| 2020-2021    |              |                 |                                        | -            | -            | ↑            |                                | 0            |
| 2021-2022    |              |                 |                                        | -            | -            | ↑            |                                | 1            |
| Junioren     |              |                 |                                        |              |              |              |                                |              |
| 2022-2023    |              |                 | Bulle, Hittnau, Meilen, Eindklassement | 15           | -            | 5            | Steinmaur, Dijon, Orée d'Anjou | 6            |
| 2023-2024    |              |                 | Mettmenstetten                         | -            | 6            | ↑            | Brionne                        | 4            |

### Wegwielrennen
2023
Jongerenklassement Eroica Juniores
1e en 3e etappe Tour du Pays d'Olliergues
Eind-, berg- en jongerenklassement Tour du Pays d'Olliergues
Jongerenklassement Ronde van Gironde
Trofeo Guido Dorigo
Jongerenklassement LVM Saarland Trofeo
TF GD Dorigo MO Sogno Veneto MO Ettore e Cristiano Floriani MO Emilio Mazzero
Championnat Auvergne-Rhône-Alpes
Punten- en jongerenklassement Ain Bugey Valromey Tour
Jongerenklassement Watersley Junior Challenge
2024
1e en 2e etappe Grand Prix Fernand Durel
Eindklassement Grand Prix Fernand Durel
Bergklassement Eroica Juniores
Luik-Bastenaken-Luik voor junioren
 Frans kampioen tijdrijden, junioren
 Frans kampioen mixed relay, junioren
 Frans kampioen op de weg, junioren
3e etappe Tour du Pays de Vaud
Eindklassement Tour du Pays de Vaud
La Classique des Alpes Juniors
La "Classic Région Sud" U19
5e etappe Ain Bugey Valromey Tour
Bergklassement Ain Bugey Valromey Tour
1e etappe Ronde van de Lunigiana
Eind-, punten- en bergklassement Ronde van de Lunigiana
 Europees kampioenschap op de weg, junioren
 Wereldkampioen tijdrijden, junioren
2025
Puntenklassement Ronde van de Alpen

#### Resultaten in kleinere rondes
| Jaar | Ronde van de VAE |
| ---- | ---------------- |
| 2025 | opgave           |

(*) tussen haakjes aantal individuele etappeoverwinningen

## Ploegen
- 2023 -  AG2R Citroën U19 Team
- 2024 -  Decathlon AG2R La Mondiale U19 Team
- 2025 -  Decathlon AG2R La Mondiale Team